# Fotbalová reprezentace Severních Marian
Fotbalová reprezentace Severních Marian reprezentuje ostrovní nezačleněné území Spojených států amerických Severní Mariany na mezinárodních fotbalových akcích. Domácím stadionem je Oleai Sports Complex na Saipanu, který má kapacitu 2000 diváků. Barvami dresů jsou modrá a bílá. Tým má přezdívku Blue Ayuyu (krab palmový). Ve znaku reprezentace je mořská vlna, fotbalový míč a kamenný pilíř latte, který je typickým prvkem domorodé architektury.
Fotbalová asociace Severních Marian byla založena v roce 2005, roku 2008 vstoupila do Východoasijské fotbalové federace a roku 2020 získala plné členství v Asijské fotbalové konfederaci. Není však členem FIFA, proto severomarianská reprezentace nemůže startovat na mistrovství světa ve fotbale a není zařazena na žebříček FIFA.
V roce 1998 vyhrála reprezentace Severních Marian neoficiální fotbalový turnaj v rámci Mikronéských her. První oficiální mezistátní zápas sehrála až v roce 2007 proti Guamu. V roce 2014 se Severní Mariany zúčastnily kvalifikace na AFC Challenge Cup, kde skončily bez bodového zisku na posledním místě skupiny. Pětkrát se také neúspěšně pokoušely kvalifikovat na mistrovství východní Asie ve fotbale. V září 2024 by se tým měl poprvé v historii zapojit do kvalifikace na mistrovství Asie ve fotbale. S guamskou fotbalovou reprezentací Severní Mariany hrávaly o Marianský pohár, který je však od roku 2013 soutěží určenou pouze mládežnickým mužstvům.
V roce 2021 podaly Severní Mariany přihlášku do FIFA.

## Mistrovství světa
| Rok    | Účast                                           | Soupisky |
| ------ | ----------------------------------------------- | -------- |
| 1998   | Nečlen FIFA                                     |          |
| 2002   | Nečlen FIFA                                     |          |
| 2006   | Nečlen FIFA                                     |          |
| 2010   | Nečlen FIFA                                     |          |
| 2014   | Nečlen FIFA                                     |          |
| 2018   | Nečlen FIFA                                     |          |
| 2022   | Nečlen FIFA                                     |          |
| Celkem | Účast – 0× Zlato – 0×, Stříbro – 0×, Bronz – 0× |          |